# Canton de Bayonne-Est
Le canton de Bayonne-Est est une ancienne division administrative française, située dans le département des Pyrénées-Atlantiques et la région Aquitaine.

## Composition

### Canton de Bayonne-Nord-Est (1833 à 1973)
Communes de : Bayonne (en partie), Le Boucau, Lahonce, Mouguerre, Saint-Pierre-d'Irube et Urcuit.

### Canton de Bayonne-Est (1973 à 2015)
Le canton est constitué d'une partie de la ville de Bayonne.

## Histoire
Le canton de Bayonne-Est a été créé en 1973 (décret du 13 juillet 1973). Auparavant, il faisait partie du canton de Bayonne-Nord-Est.

## Représentation

### Conseillers généraux de l'ancien canton (Bayonne-Nord-Est) (1833 à 1973)
| Période           | Identité                                | Parti                    | Qualité |
| ----------------- | --------------------------------------- | ------------------------ | --- |
| 1833-1848         | François Bernède                        | Majorité ministérielle   | Négociant à Bayonne, ancien juge au Tribunal de commerce                                                      |
| 1848-1871         | Jean-Baptiste Charles Lahirigoyen-Garat |                          | Propriétaire, banquier, négociant à Bayonne                                                                   |
| 1871-1880         | Arthur Lafont                           | Droite                   | Bâtonnier de l'Ordre des avocats                                                                              |
| 1880-1892         | Séraphin Haulon                         | Républicain Progressiste | Directeur d'une fabrique de chaussures Maire de Bayonne (1880-1884) Député (1889-1890) - Sénateur (1890-1908) |
| 1892-1909 (décès) | Léo Pouzac                              | Républicain              | Vice-président du conseil général Maire de Bayonne (1888-1908)                                                |
| 1909-1919         | Me Joseph Garat                         | Rad.                     | Avocat Maire de Bayonne (1908-1919 et 1925-1934) Député (1910-1936)                                           |
| 1919-1928         | Henri Dordezon                          |                          | Maire de Boucau (1920)                                                                                        |
| 1928-1934         | Me Joseph Garat                         | Rad.                     | Avocat Maire de Bayonne (1908-1919 et 1925-1934) Député (1910-1936)                                           |
| 1934-1940         | Henri Corrèges                          | Rad. ind.                | Médecin, Président de la Société des chasseurs basques Nommé conseiller départemental en 1943                 |
|                   |                                         |                          | |
| 1945-1949         | Étienne Landaboure                      | PCF                      | Secrétaire général de mairie Maire-adjoint de Boucau Sénateur (1946-1948)                                     |
| 1949-1955         | Dr Maurice Delay                        | Rad.                     | Chirurgien Maire de Bayonne (1947-1958)                                                                       |
| 1955-1961         | Jean Cluzeau (1886-1964)                | DVD-app.UNR              | Imprimeur lithographe, Bayonne                                                                                |
| 1961-1973         | Henri Grenet                            | RAD                      | Chirurgien, maire de Bayonne (1959-1995) - Député (1962-1967)                                                 |

### Conseillers d'arrondissement de Bayonne-Nord-Est (1833 à 1940)
| Période                                  | Période      | Identité                         | Étiquette   | Qualité |
| ---------------------------------------- | ------------ | -------------------------------- | ----------- | --- |
| 1833                                     | 1848         | Bernard Darcangues (d'Arcangues) |             | Propriétaire rentier à Bayonne                                                                              |
|                                          |              |                                  |             | |
| 1886                                     | 1903 (décès) | Alexandre Russac (1822-1903)     | Républicain | Négociant en vins, adjoint au maire de Bayonne, Président du conseil d'arrondissement                       |
|                                          |              |                                  |             | |
| 1919                                     | 1925         | Alfred Celhay                    |             | Maire de Mouguerre                                                                                          |
| 1925                                     | 1940         | Eugène Cazauran (1882-1953)      | Radical     | Publiciste, Président de l'association des journalistes professionnels de la Côte Basque                    |
| 1940                                     |              |                                  |             | Les conseils d'arrondissement ont été suspendus par la loi du 12 octobre 1940 et n'ont jamais été réactivés |
| Les données manquantes sont à compléter. |              |                                  |             | |

### Conseillers généraux du canton de Bayonne-Est (1973 à 2015)
| Période | Période             | Identité                        | Étiquette | Qualité |
| ------- | ------------------- | ------------------------------- | --------- | --- |
| 1973    | 1992                | Henri Grenet                    | Rad.      | Chirurgien Maire de Bayonne (1959-1995) Président du conseil général des Pyrénées-Atlantiques (1985-1992)                                                                                         |
| 1992    | 1995 (démission)    | Jean Grenet (fils du précédent) | UDF-Rad.  | Chirurgien retraité Député (1993-2012) Maire de Bayonne (1995-2014) Député au Parlement européen                                                                                                  |
| 1995    | 1999 (invalidation) | Jean-Michel Barnetche           | UDF-CDS   | Médecin à Bayonne |
| 1999    | 2004                | Jean-René Etchegaray            | UDF       | Avocat Adjoint au maire de Bayonne |
| 2004    | 2011                | Jérôme Aguerre                  | PS        | Masseur-kinésithérapeute Conseiller municipal de Bayonne |
| 2011    | 2015                | Marie-Christine Aragon          | PS        | Conseillère en création et développement d'entreprises Déléguée au Commerce, à l'Artisanat, aux PME-PMI aux Ports et Pêches et aux Politiques littorales Élue en 2015 dans le canton de Bayonne-3 |

## Démographie
| 1975 | 1982 | 1990   | 1999   | 2006   | 2011   | 2012   |
| ---- | ---- | ------ | ------ | ------ | ------ | ------ |
| -    | -    | 11 002 | 11 153 | 13 056 | 12 783 | 13 218 |